# 服部正義
服部 正義（はっとり まさよし）は、伊勢桑名藩の家老、のちに日本の政治家、軍人。服部半蔵家第12代当主（大服部家当主）。戊辰戦争では旧幕府軍として桑名藩全軍を率い、西南戦争では政府軍新撰旅団中隊長として参戦した。

## 生涯
弘化2年（1845年）9月29日、桑名藩家老、服部半蔵正綏（11代目服部半蔵）の長男として生まれる。幼い頃より経史を好んで学び、成長するにつれて武芸も身につけた。文久2年（1862年）7月、二十人扶持を給わり奏者番に任ぜられる。元治元年（1864年）2月には肥後国へ赴き、木下犀潭の下で経史を学ぶ。
慶応元年（1865年）に帰国し、21歳で家督を継ぐと服部半蔵（12代目）を名乗り、700石取りの家老となる。この時、主君である松平定敬は京都所司代として在京していたため、正義も付き従って京都で定敬を補佐する。
慶応3年（1867年）の藩政改革で、家老職が廃止され、代わりに御軍事惣宰に就任する。しかし、慶応4年（1868年）1月の鳥羽・伏見の戦いで、桑名藩は敗北したため、定敬に従って江戸へ脱出する。新政府軍はさらに江戸へ追撃の構えを見せたが、国元では正義の実弟である酒井朝雄（孫八郎）を中心とした重臣達が新しい藩主として、先代藩主・松平猷の遺児である万之助（後の松平定教）を擁立して既に降伏していたため、帰国も困難となり、桑名藩分領地の越後国柏崎へ逃れる。
定敬は徹底抗戦の意志を秘めつつ柏崎の勝願寺に表向き謹慎するが、付き従っている家臣の間では、藩主の意を汲んで新政府軍への徹底抗戦を望む抗戦派、新政府軍へ降伏し恭順を望む恭順派に分かれて、意見が激しく対立していた。しかし、有力な抗戦派である町田老之丞親賢や立見勘三郎尚文らは関東で転戦していて不在であったこともあり、恭順派の筆頭で御政事惣宰である吉村権左衛門宣範が、急速に柏崎の家臣達を恭順派に染めていった。この頃、正義も恭順派となっており、抗戦派の町田らが関東から凱旋し柏崎で合流すると、大喜びで出迎えた定敬とは対照的に、すぐに呼びつけてそれまでの行動を詰問した。だが、この時既に恭順派筆頭の吉村が暗殺されていたこともあって、抗戦派に逆に説き伏せられる。一転して徹底抗戦の覚悟を決めると、藩軍再編成時には自ら御軍事惣宰の再任に名乗りを上げ、再び桑名藩全軍の指揮を任される。正義は以後の戦いの記録を『服部半蔵日記』として書き残し現在に伝わっている。以降、新政府軍を「族」「薩族」と呼び、桑名藩は正しい立場であるという信念を持って各地を転戦することになる。
鯨波戦争では加茂の大昌寺を仮本営として定敬に付き従う。その後も長岡、会津、寒河江と転戦するが、明治元年（1868年）9月26日に庄内（現・山形県鶴岡市）で降伏、身柄を拘束される。以後、鶴ヶ岡城下の西方、大山の椙尾神社に移され謹慎となる。この時「全ての武器を差し出さなければ、戦闘が再開されることを覚悟するように」という新政府軍からの強い通告があったので、やむなく全桑名藩士の武器全てをまとめて差し出した。但し正義自身の小銃だけは、庄内の世話係であった犬塚又兵衛に密かに預けて、新政府軍には渡さなかった。正義、最後の精一杯の抵抗だった。
明治2年2月5日、庄内藩に護衛されて庄内を出発、3月20日に桑名に帰国する。しかし、当時の桑名は名古屋藩と津藩の占領下にあったため帰宅は許されず、十念寺にて謹慎を命じられる。8月には桑名藩の再興が認められ、11月に戦争責任者として桑名藩士の森陳明の切腹により、桑名藩への戦後処理が終わる。12月になって正義たちも赦され、謹慎が解かれる。
明治3年（1870年）3月に桑名藩大参事兼軍務都督に就任するが、明治4年（1871年）の廃藩置県により免職される。明治7年（1874年）に三重県第九大区区長に任命されると固辞するが、その後は三重県第一大区区長、明治9年（1876年）には第三大区区長を歴任する。
明治10年（1877年）の西南戦争勃発時、正義は「戊辰戦争において桑名藩に朝敵の汚名を着せた西郷隆盛に恨みを晴らし、桑名藩再興を赦した明治政府の恩義に報いるには今しかない」と兵を募ると数百人が集まった。その兵を率いて明治政府の募兵に応じ、政府軍に編入される。同年7月、新撰旅団第四大隊第四中隊長として参戦、鹿児島へ赴く。戦争終結後、政府よりその軍功により褒賞を受ける。
凱旋後の明治11年（1878年）3月に、三重県第三大区区長に再度任命され、明治12年（1879年）2月まで勤める。明治13年（1880年）7月、旧桑名藩士が政府から廣瀬野（現・三重県鈴鹿市）の開拓資金を貸し付けてもらえるよう、桑名藩士の為に力を尽くした。明治15年（1882年）6月には、三重県御用掛となるがのちに病になり辞職する。

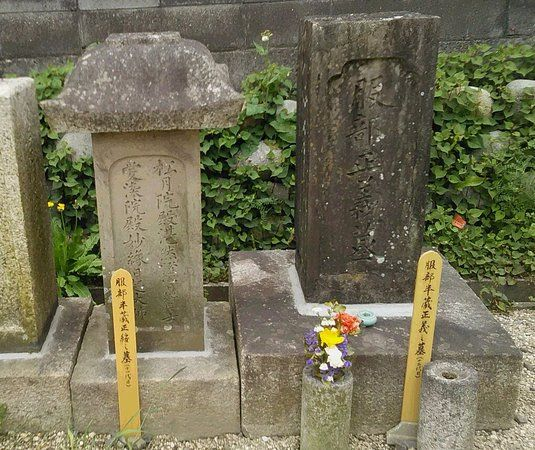
右:服部正義の墓(桑名市顕本寺)

明治19年（1886年）1月22日に桑名で亡くなり、顕本寺に葬られる。享年42歳。実弟である酒井朝雄共々温厚篤実な人柄であったが、少々体が弱く病にかかりやすい体質であった。墓は一時期、無縁仏の墓石群中にあったが、現在は単独で祀られている。

## 登場作品
- 漫画『AZUMI』（小山ゆう）